# Zavreliella verrucosa
Zavreliella verrucosa är en tvåvingeart som beskrevs av Reiss 1990. Zavreliella verrucosa ingår i släktet Zavreliella och familjen fjädermyggor. Inga underarter finns listade i Catalogue of Life.